# Dorylaion

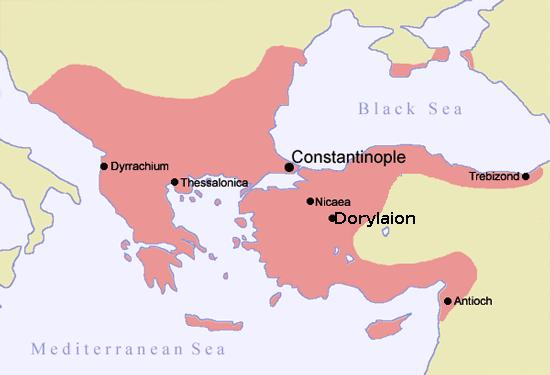
Dorylaion na mapie cesarstwa za panowania cesarza Manuela I, około 1180

Dorylaion, znane także jako Doryleum (łac. Dorylaeum, grec. Δορύλαιον) – starożytne miasto położone w zachodniej Anatolii nad rzeką Tymbris. Pozostałości miasta leżą obecnie w niewielkiej odległości od tureckiego miasta Eskişehir.
Miasto powstało prawdopodobnie za czasów frygijskich, ale możliwe, że jest jeszcze starsze. Za czasów rzymskich był to ważny ośrodek handlu.
W czasach bizantyńskich miasto było tradycyjnym miejscem koncentracji armii przed wyruszeniem na wyprawy przeciwko Arabom, a od XI w. także przeciw Turkom. Dorylaion był siedzibą biskupstwa. Znanym biskupem Dorylaion był Euzebiusz z Dorylaion.
W VIII wieku miasto było kilkakrotnie atakowane przez Arabów. Udało im się je przejściowo zdobyć w roku 708. Od tej pory, aż do XI w, miasto znajdowało się nieprzerwanie w granicach Cesarstwa Bizantyńskiego.
Około 1080, za panowania cesarza Nicefora Botaniatesa, miasto wraz z większością prowincji anatolijskich wpadło w ręce Seldżuków. Niecałe 20 lat później miasto zostało odzyskane przy pomocy krzyżowców, uczestników I wyprawy krzyżowej. Pierwszego lipca 1097 roku połączone oddziały krzyżowców i Bizantyńczyków zadały Turkom Seldżuckim klęskę pod Dorylaion otwierając sobie tym samym drogę do Cylicji. Zgoła odmienny los spotkał w tym samym miejscu wojska II krucjaty prowadzone przez króla niemieckiego Konrada III. W dniu 25 października 1147 zmęczone długim marszem wojska, w sile 20 000, zatrzymały się tu aby odzyskać siły i uzupełnić zapasy przed czekającą je drogą do Jerozolimy. W tym momencie na krzyżowców uderzyła cała armia seldżucka, dokonując prawdziwego pogromu wśród chrześcijan. Szacuje się, że ocalało tylko około 2 000 rycerzy (patrz: Bitwa pod Doryleum (1147)).
W 1175 cesarz Manuel I Komnen odbudował zniszczone fortyfikacje. Jednakże po klęsce jakiej doznał w Bitwie pod Myriokefalon zmuszony został, już w rok później, rozebrać mury.
W latach 1204–1261 miasto było częścią Cesarstwa Nikei. Po odzyskaniu przez Michała VIII Paleologa Konstantynopola ponownie weszło w skład Cesarstwa Bizantyńskiego.
W 1289 miasto ostatecznie zajął sułtan Osman I.